# Tepuia multiglandulosa
Tepuia multiglandulosa là một loài thực vật có hoa trong họ Thạch nam. Loài này được Steyerm. & Maguire miêu tả khoa học đầu tiên năm 1967.